# Gare de Villers-au-Bois
Pour les articles homonymes, voir gare de Villers.
La gare de Villers-au-Bois est une ancienne gare ferroviaire française de la ligne de chemin de fer secondaire de Lens à Frévent de la Société des chemins de fer économiques du Nord (CEN), située sur le territoire de la commune de Villers-au-Bois, dans le département du Pas-de-Calais, en région Hauts-de-France.

## Patrimoine ferroviaire
La gare désaffectée a été transformée en logement.